# سمك القرص
سمك القرص أو ديسكس (باللاتينية: Symphysodon)، (بالإنجليزية: Discus) سمكة زينة موطنها الأصلي نهر الأمازون بأمريكا الجنوبية وهي تفضل التجمع بأعداد كبيرة في المناطق بطيئة التيار بين بقايا الأشجار المتساقطة.وتفضل سمكة القرص التغذية على الغذاء الحي.

## تربية سمك القرص
يتم تربية سمكة القرص في الأحواض المنزلية بكثرة بسبب جماله وشكله الدائري ويعتبر من الأسماك الحساسة تجاه معاير الماء لأنه يفضل ماء نقي ونظيف. يعيش سمك القرص لمدة 10 سنوات في المتوسط، ولكن يمكن أن يعيش حتى 15 عامًا، ويمكن أن ينمو حتى 8 بوصات نظرًا لحجمها، غالبًا ما تتطلب حوض سمك 55-75 جالونًا على الأقل، مما يعني أن إعداد حوض مائي يتطلب الانتباه إلى قدرة الأرضية على دعم الوزن.